# Microcramboides meretricellus
Microcramboides meretricellus là một loài bướm đêm trong họ Crambidae.